# Evelyn Cavendish
Evelyn Cavendish, née Petty-FitzMaurice le 27 août 1870 et morte le 2 avril 1960, est maîtresse de la garde-robe de la reine consort du Royaume-Uni Mary de Teck, et l'épouse de Victor Cavendish, 9e duc de Devonshire.

## Biographie
Evelyn Cavendish naît en 1870 dans le Wiltshire, fille aînée de Henry Petty-Fitzmaurice (1845-1927), 5e marquis de Lansdowne et 6e comte de Kerry et de sa femme, Maud Evelyn Hamilton (1850-1932). Alors qu'elle a 13 ans, elle part au Canada, à Rideau Hall, où son père est nommé gouverneur général du Canada avant d'être nommé vice-roi des Indes quelques années plus tard. La famille s'y installe mais à la fin de l'adolescence, Evelyn Cavendish retourne à Londres faire ses débuts et être présenté à la reine Victoria.
En 1892, elle épouse le 8e duc de Devonshire, Victor Cavendish, qui succède à son beau-père en tant que gouverneur général du Canada. Pendant la Première Guerre mondiale, elle visite les hôpitaux, les hospices et les bureaux de la Croix-Rouge en tant que présidente de la Croix-Rouge canadienne et des Infirmières de l'Ordre de Victoria. En 1918, Cavendish rencontre le président américain Woodrow Wilson.
Lorsque George V monte sur le trône en 1910, Evelyn Cavendish devient la maîtresse de la garde-robe de Mary de Teck, qui se trouve être une de ses amies d'enfance. Elle conserve ce poste jusqu'à la mort de Mary de Teck en 1953 et reste aujourd'hui, la personne ayant occupé ce poste le plus longtemps. En tant que maîtresse de la garde-robe, elle est chargée des emplois du temps des dames de compagnies et accompagne la reine lors de déplacements officiels.
Après la mort de son époux en 1938, elle réside à Hardwick Hall où elle restaure la tapisserie de la Grande chambre.
Elle meurt à Londres en avril 1960. Elle est enterrée dans le caveau familial des Cavendish dans le cimetière de l'Église Saint-Peter d'Edensor dans le Derbyshire.

## Distinctions
Evelyne Cavendish devient la première femme non-membre de la famille royale britannique à recevoir le titre de Dame grand-croix de l'Ordre royal de Victoria.

## Descendance
Elle épouse Victor Cavendish en 1892 avec qui elle a sept enfants :
- Edward William Spencer Cavendish, 10e duc du Devonshire (1895-1950) ;
- Maud Louisa Emma Cavendish (1896-1975) ;
- Blanche Katherine Cavendish (1898-1987) ;
- Dorothy Evelyn Cavendish (1900-1966) ;
- Rachel Cavendish (1902-1977) ;
- Charles Arthur Francis Cavendish (1905-1944) ;
- Anne Cavendish (1909-1981).